# HD 177817
HD 177817，又名BD-16 5153，SAO 162201、HR 7239，是一颗恒星，视星等为6.03，位于銀經20.04，銀緯-10.66，其B1900.0坐标为赤經19h 1m 7.1s，赤緯-16° -10.66′ 57″。